# Nadworny malarz

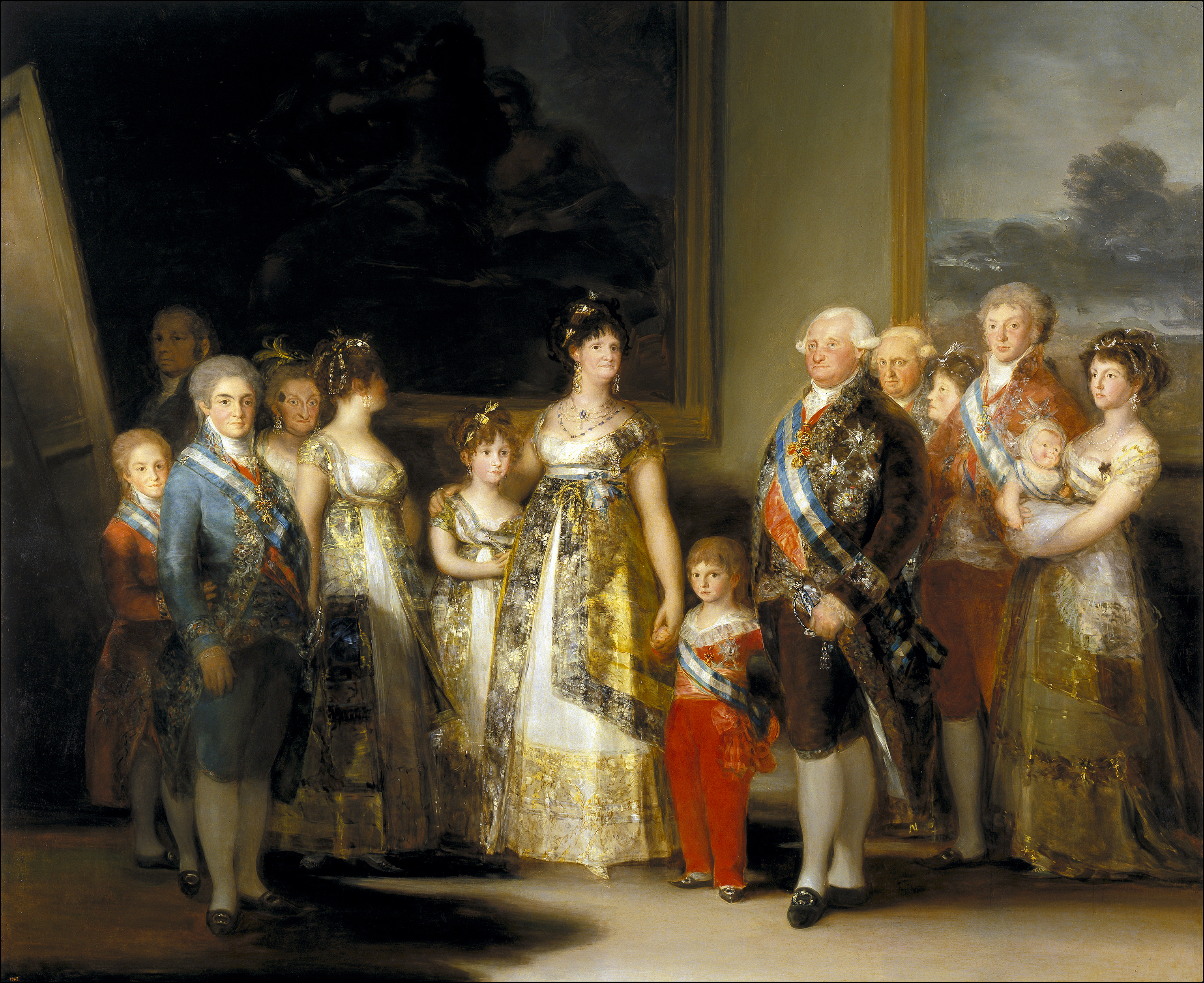
Rodzina Karola IV, zbiorowy portret rodziny hiszpańskich monarchów wykonany przez nadwornego malarza Francisca Goyę (1800-1801). Malarz przedstawił także samego siebie w tle, za sztalugami.

Nadworny malarz – tytuł nadawany przez królów i książąt znanym i wybitnym malarzom. Mieli oni prawo do portretowania królów i rodziny królewskiej oraz pierwszeństwo do wykonywania malarskich zleceń dworu.